# Újezd u Svatého Kříže
Újezd u Svatého Kříže (en allemand : Aujest bei Heiligenkreuz) est une commune du district de Rokycany, dans la région de Plzeň, en République tchèque. Sa population s'élevait à 239 habitants en 2021.

## Géographie
Újezd u Svatého Kříže se trouve à 14 km au nord de Rokycany, à 20 km au nord-est de Plzeň et à 67 km à l'ouest-sud-ouest de Prague.
La commune est limitée par Němčovice au nord, par Radnice à l'est et par Břasy au sud et à l'ouest.

## Histoire
La première mention écrite du village date de 1352.

## Galerie

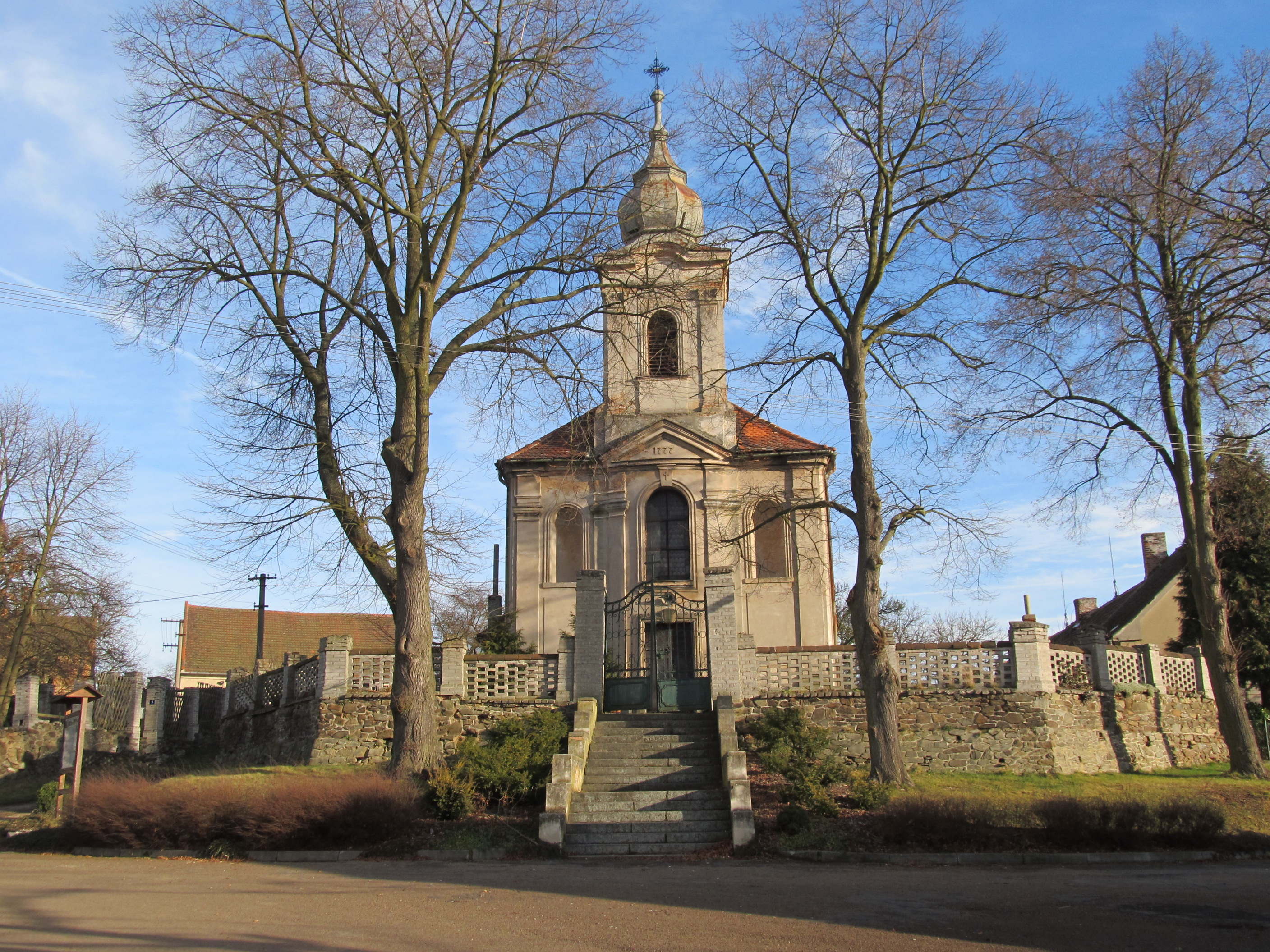
Église de la Sainte-Croix.
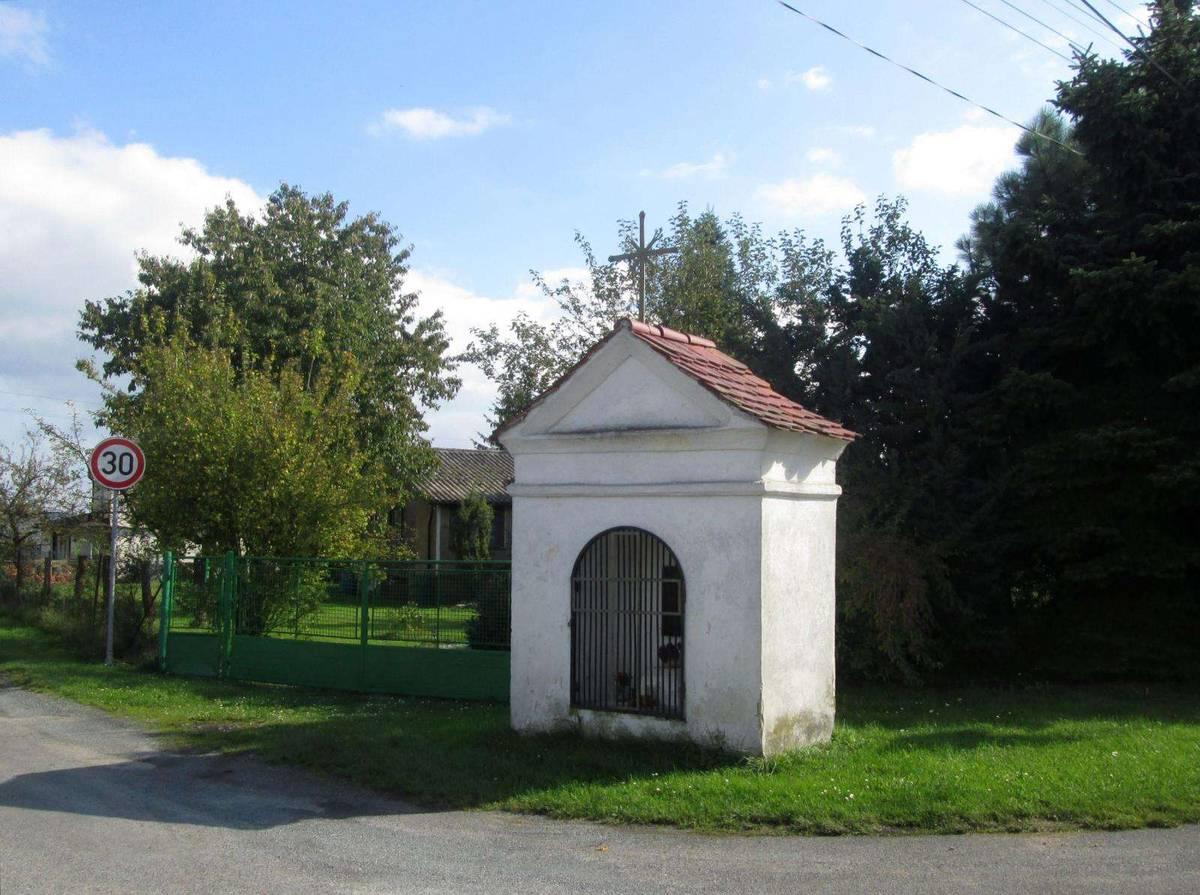
Chapelle à Újezd u Svatého Kříže.

## Transports
Par la route, Újezd u Svatého Kříže se trouve à 7 km de Radnice, à 16 km de Rokycany, à 25 km de Plzeň et à 79 km de Prague.